# 君克汕县
君克汕县，一译专克山县，是柬埔寨柏威夏省下辖的一个县。
著名的柏威夏寺位于该县辖境之内。第二次泰法戰爭時泰國軍隊占领君克汕，法國亦割了柏威夏省北部予泰國。